# Đại Thông Hồ
Khu quản lý Đại Thông Hồ (chữ Hán giản thể: 大通湖管理区) là một khu quản lý thuộc địa cấp thị Ích Dương tỉnh Hồ Nam Cộng hòa Nhân dân Trung Hoa. Khu quản lý này được thành lập tháng 8 năm 2000 trên cơ sở các cơ quan: nông trường Đại Thông Hồ, nông trường Bắc Châu, nông trường Kim Bồn, nông trường Thiên Sơn Hồng, ngư trường Đại Thông Hồ, nông trường quân khẩn Nam Loan Hồ. Khu quản lý này nằm ở bờ nam hồ Động Đình. Về mặt hành chính, khu quản lý này được chia thành 4 trấn, 2 biện sự xứ.
- Trấn: Hà Bá, Bắc Châu Tử, Kim Bồn và Thiên Sơn Hồng.
- Biện sự xứ: Sa Bảo Châu và Nam Loan Hồ.